# Miradouro da Lua
El Miradouro da Lua és un conjunt de penya-segats 40 km a sud de Luanda, al municípi de Belas, a Angola.
Amb el temps, l'erosió provocada pel vent i la pluja va crear el paisatge de tipus lunar que trobem avui. Miradouro da Lua és un lloc turístic de visita obligada per a qualsevol persona que vagi des de Luanda fins a Barra do Kwanza o les platges de Cabo Ledo.
Aquest va ser l'escenari de la pel·lícula "O Miradouro da Lua" del director portuguès Jorge António, la primera coproducció cinematogràfica portuguesa-angolesa, rodada el 1993 i que va rebre el premi especial Realització al Festival de Gramado, Brasil. El llargmetratge, del gènere ficció, compta amb la participació d'actors i tècnics angolesos i portuguesos. Narra la història d'un jove lisboeta que ve a Angola buscant el pare que no coneix, i que al final de la pel·lícula, al gran escenari del Miradouro da Lua, decideix quedar-se. a Angola.
El Miradouro da Lua es considerada l'atracció turística més visitada d'Angola.